# シグママコト
シグマ マコト（生年不詳 - 2015年11月7日）は、日本の撮影監督。福岡県出身。日本映画撮影監督協会（J.S.C.）会員。

## 経歴
1999年　ボランチ設立
2004年　関口現監督の『SURVIVE STYLE5+』で撮影監督デビューを果たす。
2015年11月7日　急性大動脈解離にて逝去。55歳没。

## 主な撮影作品

### 映画
- SURVIVE STYLE5+(2004年、出演:浅野忠信、阿部寛、小泉今日子)
- サビ男サビ女『せびろやしき』(2011年、出演：小泉今日子、森下能幸、堀部圭亮、田中哲司)
- 紙の月（2014年、出演：宮沢りえ、池松壮亮、大島優子、田辺誠一、小林聡美）

### Short Films＆PMV
- Smap Short Films「治療」（出演:香取慎吾）
- Grasshoppa! VOL.1「ボヌールハイツ」（出演:中込佐知子・山崎一・大倉孝二）
- 世にも奇妙な物語「マンホール」（出演:香川照之・江守徹）

### CM
- アコム むじんくん
- JR東日本 やっぱ新幹線
- サントリー BOSS
- キリン FIRE
- NTTドコモ
- 富士通 FMV
- 東京ガス ガスパッチョシリーズ （2006年～ 出演 妻夫木聡）
- ライフ ライフカード 「マドンナ」篇 （2006年、出演 オダギリジョー）
- インテル インテルCentrinoプロセッサ・テクノロジー 「出張」篇 （2008年）
- 明治製菓 XYLISH 「ねむ…」篇 （2008年 出演 木村拓哉）
- 大塚製薬 ポカリスエット 「いきなり果たし状/ラグビー」篇 （2008年）

## 受賞歴
- 2014年 第38回日本アカデミー賞：優秀撮影賞『紙の月』
- 2014年 第69回毎日映画コンクール︰撮影賞『紙の月』